# Yvette Bonny
Pour les articles homonymes, voir Bonny.
Yvette Bonny est une pédiatre-hématologue et professeure québécoise  d'université  à la retraite née en Haïti en 1938.
Elle a fait partie des premiers contingents haïtiens à aller se perfectionner en médecine au Québec. Elle décide de rester à cause du climat politique en Haïti. 
Elle a réalisé la première greffe de moelle osseuse chez un enfant au Québec et dirigé l'unité de transplantation médullaire pédiatrique de l'hôpital Maisonneuve-Rosemont de 1980 à 1998. Elle a enseigné comme professeure agrégée à la faculté de médecine de l'Université de Montréal à partir de 1972.

## Biographie

### Enfance et formation
Yvette Bonny est née à Port-au-Prince, en Haïti, en 1938. Très jeune, elle s'intéresse à la médecine et espère exercer le métier tout comme son grand-père.  Elle étudie dans un pensionnat privé, auprès de sœurs chrétiennes qui lui indiquent que la médecine n'est pas un métier pour les femmes. Elle commence toutefois ses études de médecine à la faculté de l'Université d'État d'Haïti, à Port-au-Prince. En 1962, elle quitte Port-au-Prince pour Montréal et se spécialise en pédiatrie à l'Hôpital Sainte-Justine (elle devient la première résidente noire de l'histoire de l'établissement). Elle a pour projet de revenir en Haïti à la fin de sa résidence mais le climat politique tendu l'en empêche. Plus tard, elle se spécialise en hématologie à l'hôpital Saint-Antoine à Paris, puis à l'hôpital Royal-Victoria à Montréal.

### Travaux
En 1970, elle est engagée comme pédiatre-hématologue par l’Hôpital Maisonneuve-Rosemont à Montréal. En avril 1980, elle effectue la première greffe de moelle osseuse chez un enfant au Québec,,. À l'époque, elle est la seule pédiatre-hémacologue de l'est du Canada à réaliser de telles transplantations. Fait intéressant, Sonia Sasseville, la fillette devenue la première greffée du Québec, deviendra infirmière dans le même hôpital plusieurs années plus tard.
Pendant près de 20 ans, de 1980 à 1998, Yvette Bonny est à la tête de l’unité provinciale de transplantation médullaire pédiatrique de l’Hôpital Maisonneuve-Rosemont.
Parallèlement à son travail comme pédiatre-hématologue, elle enseigne la médecine à l’Université de Montréal: elle est nommée professeure adjointe de clinique en 1972 puis professeur agrégée de clinique en 1980.. Elle mène des recherches sur différentes maladies infantiles telles que la leucémie et l’anémie falciforme (drépanocytose).
Elle est également impliquée dans la communauté, notamment au niveau de l'organisme Entraide bénévole Kouzin Kouzin (elle siège sur le conseil d'administration de cet organisme dédié à l'intégration des jeunes issus des minorités), de Leucan et du Bureau de la communauté haïtienne de Montréal.

## Honneurs
- 1977 - Prix «Madame Pédiatrie» pour la personne la plus appréciée du département de pédiatrie à Maisonneuve—Rosemont
- 1986 - Prix d'Excellence de la communauté haïtienne de Montréal dans la catégorie Médecine
- 1993 - Prix des médecins de cœur et d'action de l'Association des médecins de langue française du Canada
- 1993 - Membre de la New York Academy of Sciences
- 1994 - Prix Claire-Heureuse
- 1996 - Femme de mérite, catégorie santé, du YWCA
- 1997 - Citoyenne d'honneur de la Ville de Montréal
- 1998 - Prix Sylvio Cator, Modèle haïtien d'énergie et de réussite
- 1999 - Ordre Honneur et Mérite au grade de Chevalier National du Président René Préval à l’occasion de la Semaine de la Diaspora
- 2000 - Professeur de l’année 1999-2000, département de médecine de l’Université de Montréal
- 2000 - Prix du Millénaire femme, Santé, Droits Humains
- 2004 - Prix Jackie Robinson, Montreal Association of Black Business Persons and Professionals
- 2005 - Living Legend, International Biographical Center, Cambridge, England
- 2006 - Première récipiendaire du prix de reconnaissance du Conseil des médecins, dentistes et pharmaciens (CMDP) de l'Hôpital Maisonneuve-Rosemont
- 2007 -  Chevalière de l'Ordre national du Québec[7]
- 2008 -  Membre de l'Ordre du Canada[8]
- 2012 - Médaille de Jubilé de diamant de la reine Élisabeth II
- 2013 - Décorée par le Consulat Général d'Haïti, Montréal
- 2018 - Récipiendaire du prix honorifique Viola Desmond remis lors du Salon International De La Femme Noire (SIFN), Place Bonaventure, Montréal
- 2019 - Parmi les portraits des vingt-et-une Montréalaises exceptionnelles qui se démarquent sur les plans social, scientifique et culturel[9]